# Коул Палмер
Коул Джермейн Палмер (англ. Cole Jermaine Palmer, нар. 6 травня 2002, Манчестер) — англійський футболіст, півзахисник «Челсі».

## Клубна кар'єра
Уродженець Манчестера (район Вітеншо), Коул тренувався у футбольній академії «Манчестер Сіті» з восьмирічного віку. В основному складі «Сіті» дебютував 30 вересня 2020 року в матчі Кубка англійської ліги проти «Бернлі» (3:0). 27 жовтня 2020 року Палмер дебютував в Лізі чемпіонів, вийшовши на заміну Кевіну де Брейне в матчі групового етапу проти «Марселя» (3:0). Ці два матчі так і залишились єдиним для Кевіна за першу команду манчестерців того сезону, але Палмер паралельно грав і у молодіжній команді U-23, з якою став молодіжним чемпіоном Англії 2020/21.
У наступному сезоні Коул отримав вже більше ігрового часу у першій команді: він провів більшу частину матчу за Суперкубок, втім його команда програла «Лестер Сіті» 0:1 і не здобула трофей, а 21 серпня 2021 року дебютував у Прем'єр-лізі в матчі проти «Норвіч Сіті» (5:0). 19 жовтня Палмер забив свій перший гол у Лізі чемпіонів УЄФА, відзначившись через 120 хвилин після виходу на заміну в матчі бельгійським «Брюгге» (5:1).
1 вересня 2023 року Палмер підписав семирічний контракт з клубом «Челсі» з можливістю продовження ще на один рік. Повідомлялося, що початкова сума трансферу становила 40 мільйонів фунтів стерлінгів, потенційно збільшуючись на 2,5 мільйона фунтів стерлінгів. Він дебютував наступного дня, вийшовши на заміну на 62-й хвилині в матчі з «Ноттінгем Форест». 7 жовтня Палмер забив свій перший гол за «Челсі», реалізувавши пенальті у виїзному матчі з «Бернлі».

## Кар'єра в збірній
Виступав за юнацькі збірні Англії до 15, до 16, до 17 і до 18 років.
У травні 2019 року в складі команди до 17 років взяв участь в чемпіонаті Європи серед юнаків, зігравши у всіх трьох матчах групового етапу, але англійці не змогли вийти з групи.
7 вересня 2021 року дебютував у складі молодіжної збірної Англії в грі відбору на молодіжний Євро-2023 проти Косово (2:0), забивши гол.

## Досягнення
«Манчестер Сіті»
- Чемпіон Англії (2): 2021-22, 2022-23
- Володар Кубка Англії (1): 2022-23
- Переможець Ліги чемпіонів УЄФА (1): 2022-23
- Володар Суперкубка УЄФА (1): 2023

«Челсі»
- Переможець Ліги конференцій УЄФА: 2025
- Переможець Клубного чемпіонату світу: 2025

Англія U-21
- Молодіжний чемпіонат Європи з футболу: 2023[15]